# Étienne Gourmelen
Étienne Gourmelen est un médecin français d'origine bretonne du XVIe siècle, professeur au Collège de France.

## Biographie
Il fit ses premières études dans le pays de Cornouaille, en Basse-Bretagne, sa patrie. Les succès qu'il y obtint, et surtout un goût fortement prononcé pour les sciences physiques, le déterminèrent à embrasser l'étude de la médecine contre le vœu de ses parents. Malgré les conseils et les représentations de sa famille, dont la modique fortune était peu propre à favoriser une semblable entreprise, le jeune Gourmelen se rendit à Paris avec très peu d'argent ; mais il y apportait une éducation soignée, une extrême ardeur pour l'étude, l'amour du travail et le besoin de se distinguer. 
Il se livra avec une constance et une assiduité peu communes à l'étude des meilleurs auteurs anciens et modernes ; et après avoir paru avec éclat dans tous ses actes, il fut reçu docteur le 5 mars 1561. Devenu professeur en 1567, le grand concours d'auditeurs que ses leçons sur Hippocrate et Galien lui attirèrent dès le début de son professorat lui acquit bientôt beaucoup de réputation, il fut élu doyen de la faculté en 1574, et fut confirmé dans 
cette charge en 1575. Le titre de docteur ne l'empêcha pas de s'appliquer à la chirurgie ; il fit même une étude spéciale de cet art, alors presque entièrement plongé dans la barbarie, et remplaça Akakia, en 1578, à la chaire de chirurgie du Collège royal. Le zèle et la philanthropie dont il donna des preuves pendant la peste qui ravagea Paris en 1580 lui méritèrent l'estime et la reconnaissance de ses concitoyens, comme il avait déjà obtenu celles des savants par ses travaux et par ses ouvrages.

## Publications
- Son Synopseos chirurgien libriseoe, Paris, 1566, in-8°, accueilli avec empressement, fut traduit en français par Malézieux, Paris, 1571, in-8° ; et par Courtin, sous le titre de Guide des chirurgiens, Paris, 1634 ;
- Hippocratis libellas de alimenta in latinum versus et commentants illustratus, Paris, 1572, in-8°. Ce livre avait servi de texte aux leçons de l'auteur trois ans auparavant.
- Chirurgiœ artis ex Hippocratis et veterum decretis ad rationis normam reductce, libritres, Paris, 1580, in-8°. D'après la préface de cet ouvrage, Gourmelen l'aurait composé après avoir comparé tout ce qui avait été écrit sur la chirurgie depuis le milieu du XIIIe siècle avec ce qu'il avait remarqué sur le même sujet dans les ouvrages d'Aristote, d'Hippocrate et autres anciens. On y trouve plusieurs faits curieux sur l'histoire de la chirurgie de Paris ; il forme le 3e volume de la médecine de Pardoux, Paris, 1639 ;
- Avertissement et conseils à MM. de Paris, tant pour se préserver de la peste, comme aussi pour nettoyer la ville et les maisons qui ont été infectées, Paris, 1581, in-8°. Gourmelen publia ce livre à l'occasion de la peste qui désola Paris en 1581, suivant l'histoire de cette ville, mais que Jacques-Auguste de Thou rapporte à l'année 1575, sous le décanat de l'auteur. Il attribue cette maladie à la colère divine ; mais il indique les mesures de police les plus sages pour prévenir et arrêter la contagion, et il expose les règles d'hygiène les plus salutaires sur la manière de vivre et de se conduire pour se préserver de la maladie ;
- Réponse à l'Apologie, qui est contre lui, dans les œuvres d'Ambroise Paré (publiée sous le nom d'un de ses élèves, B. Comparât, de Carcassonne).

Gourmelen avait entrepris, en outre, un grand ouvrage sur la pharmacie, dont le manuscrit se trouve à la Bibliothèque de Paris, sous le no 6879 ; mais sa mort, survenue à Paris en 1594, ou selon Éloy[Qui ?] à Melun en 1593, ne lui permit pas de le mettre au jour.

## Hommages
Une rue et l'hôpital psychiatrique de Quimper portent le nom du docteur Gourmelen. L'hôpital a pris le nom d' "EPSM du Finistère Sud" ("Établissement public de santé mentale du Finistère Sud") en 2021.

### Sources et liens externes
- « Étienne Gourmelen », dans Louis-Gabriel Michaud, Biographie universelle ancienne et moderne : histoire par ordre alphabétique de la vie publique et privée de tous les hommes avec la collaboration de plus de 300 savants et littérateurs français ou étrangers, 2e édition, 1843-1865 [détail de l’édition]